# Chrysidinae
Chrysidinae (лат.) — подсемейство ос-блестянок, представители имеют яркий металлический цвет (за редкими исключениями). Наиболее распространены в пустынных биотопах, где ведут одиночный образ жизни.
Защита пассивная. Яйцеклад похож на трубку и не используется как жало: он предназначен для откладывания яиц. В случае опасности, способны сворачиваться в шар, прикрывая уязвимые места.
Как правило, Chrysidinae — клептопаразиты: они откладывают свои яйца в гнёзда других ос. Вылупившаяся личинка съедает ещё молодую личинку осы-хозяина гнезда, а затем и её пищу. Другие виды паразитируют на пчёлах, а род Praestochrysis специализируется на гусеницах бабочек.

## Классификация
Chrysidinae включает в себя около 2200 видов, 48 родов и 4 трибы.
- Allocoeliini
  - Allocoelia Mocsáry, 1889
- Chrysidini
  - Allochrysis Semenov
  - Argochrysis Kimsey
  - Brugmoia Radoszkowski, 1877
  - Caenochrysis Kimsey et Bohart, 1990
  - Ceratochrysis Cooper
  - Chrysidea Bischoff, 1913
  - Chrysis Linnaeus, 1758
  - Chrysura Dahlbom, 1845
  - Chrysurissa Bohart
  - Exochrysis Bohart, 1966
  - Gaullea Buysson, 1910
  - Ipsiura Linsenmaier, 1959
  - Morphochrysis Rosa & Pavesi, 2023[4]
  - Neochrysis Linsenmaier, 1959
  - Odontochrydium Brauns
  - Pentachrysis Lichtenstein, 1876
  - Pleurochrysis Bohart, 1966 (с 2023 переименован в Rhipidochrysis Rosa & Pavesi, 2023)[4]
  - Praestochrysis Linsenmaier, 1959
  - Primeuchroeus Linsenmaier
  - Pseudospinolia Linsenmaier, 1951
  - Spinolia Dahlbom, 1854
  - Spintharina Semenov, 1892
  - Spintharosoma Zimmermann
  - Stilbichrysis Bischoff
  - Stilbum Spinola, 1806
  - Trichrysis Lichtenstein, 1876
- Elampini
  - Adelopyga Kimsey
  - Elampus Spinola, 1806
  - Exallopyga French, 1985
  - Haba Semenov
  - Hedychreides Bohart
  - Hedychridium Abeille, 1878
  - Hedychrum Latreille, 1802
  - Holophris Mocsáry, 1890
  - Holopyga Dahlbom, 1845
  - Microchridium Bohart
  - Minymischa Kimsey
  - Muesebeckidium Krombein, 1969
  - Omalus Panzer, 1801
  - Parachrum Kimsey, 1988
  - Philoctetes Abeille, 1879
  - Prochridium Linsenmaier
  - Pseudolopyga Krombein
  - Pseudomalus Ashmead, 1902
  - Xerochrum Bohart
- Istiochrysis
  - Istiochrysis ziliolii Rosa & Xu, 2016
- Parnopini
  - Cephaloparnops Bischoff
  - Isadelphia Semenov
  - Parnopes Latreille, 1796